# Hoogtemeters
Hoogtemeters is een term die gebruikt wordt voor het beschrijven van een parcours in verschillende sporten, zoals wielersport, hardlopen en alpinisme en ook in diverse vormen van recreatie zoals wandelen en bergwandelen. De term  duidt aan hoeveel men klimt bij het afleggen van het parcours.

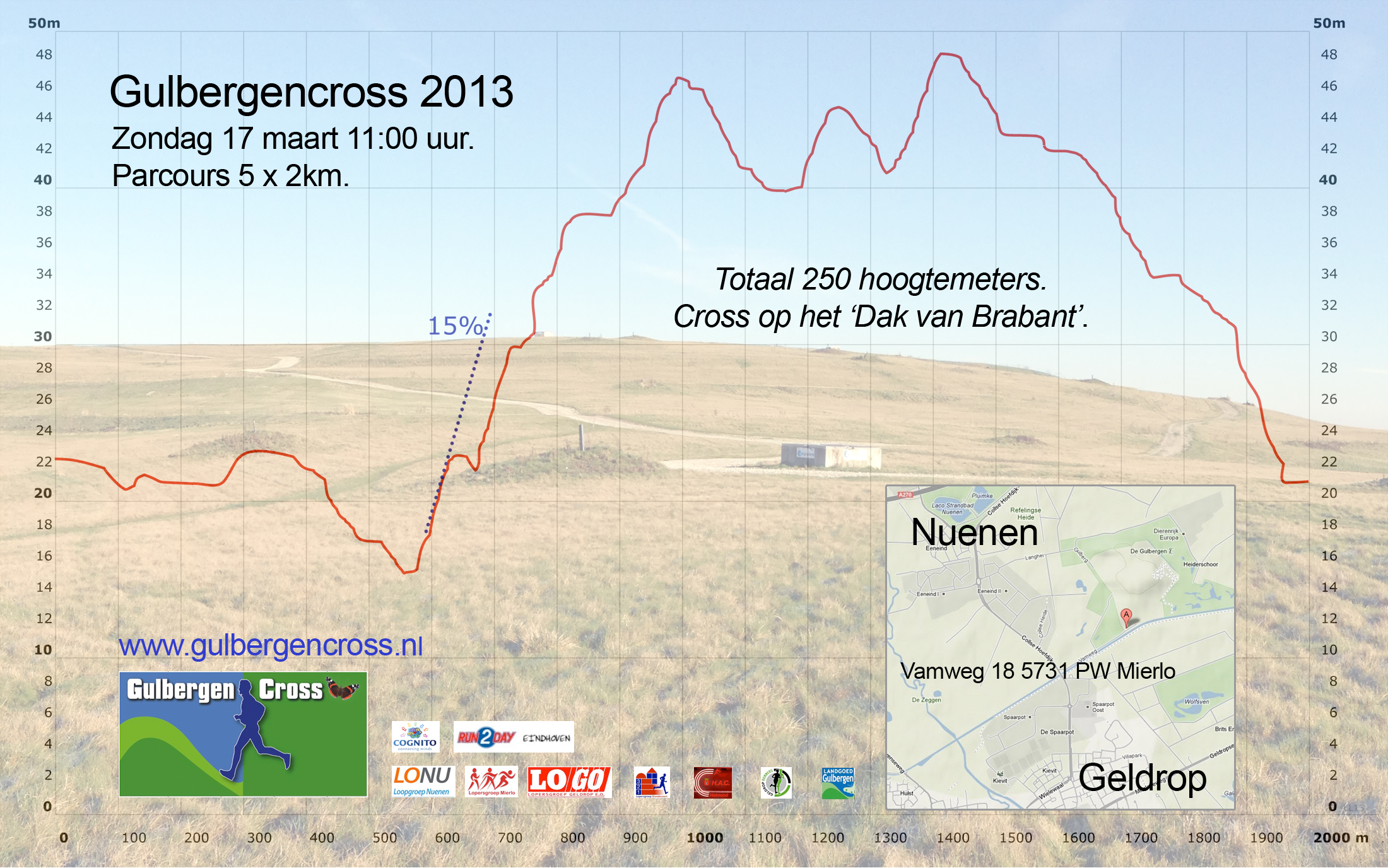
Een voorbeeld van het gebruik van het begrip ‘hoogtemeters’ in een flyer.

## Telling
Hoogtemeters worden altijd cumulatief geteld: het beklimmen van een heuvel van 500 meter en weer afdalen wordt geteld als 500 hoogtemeters, hoewel men op dezelfde hoogte begint en eindigt. Een ander voorbeeld: men stijgt van 0 naar 200 meter hoogte (dit zijn 200 hoogtemeters), dan daalt men 50 meter af (0 hoogtemeters), dan stijgt men opnieuw van 150 naar 250 meter (100 hoogtemeters). Opgeteld geeft dat 300 hoogtemeters, soms afgekort als hm. Ook van een circuit, waar men per saldo niet klimt, kan zo een indicatie gegeven worden van de hoogteverschillen. Alleen een volkomen vlak circuit telt nul hoogtemeters.

## Zwaarte
De zwaarte van een parcours wordt niet alleen bepaald door het aantal hoogtemeters maar ook door de afstand. Meer hoogtemeters op een kortere afstand betekent een zwaarder parcours. Ook de stijgingspercentages van de klimmen bepalen mee de zwaarte.

## Wielrennen
Voor een ongeoefende wielrenner zijn 500 hoogtemeters al zwaar. Om ritten te rijden van 1500 hoogtemeters en meer, dient men serieus getraind te zijn. Meer dan 3000 hoogtemeters wordt als bijzonder zwaar beschouwd en een dergelijke rit krijgt dan vaak het label koninginnenrit mee.

## Bergbeklimmen, wandelen en bergwandelen
De regel van Naismith is een vuistregel om te schatten hoelang het afleggen van een traject zal duren. Uitgangspunten zijn: een redelijke lichamelijke conditie, niet al te zware omstandigheden en geen al te lange pauzes. In de praktijk wordt deze regel opgevat als de tijd die het minimaal kost om het parcours af te leggen en zijn er allerlei correcties voorgesteld voor afwijkende omstandigheden of fitheid. William W. Naismith, een Schotse bergbeklimmer, telde als volgt:
- een uur voor elke 3 Engelse mijl (4,8 kilometer, of gemakshalve 5 kilometer)
- een uur voor elke 600 hoogtemeter

Soms worden de hoogtemeters teruggerekend naar het aantal vlakke kilometers waar evenveel tijd voor staat. Gemakshalve vermenigvuldigt men dan de hoogtemeters met een factor 8. Een traject van 20 kilometer met klimmen van 600 hoogtemeter kost dan ruwweg vijf uur, evenveel als een vlak parcours van 25 kilometer, want 8 × 600 + 20.000 meter ≈ 25.000 meter. 